# 頑皮世界野生動物園
頑皮世界野生動物園（ワンピせかいやせいどうぶつえん、英: Wanpi World Safari Zoo）は、台湾台南市学甲区三慶里にある動物園。台湾南部最大の野生動物園で、敷地面積は約20ヘクタール。かつて「南瀛百景」に選出されていた。

## 歴史
台湾台南市学甲区にある頑皮世界野生動物園は、1994年に正式に開園した。
2020年に三立グループ傘下の三立影城に買収された。
2021年9月18日、頑皮世界の ウォーターパークの運営が始まり、新しい模擬生息地の動物展示エリアも観光客に公開された。

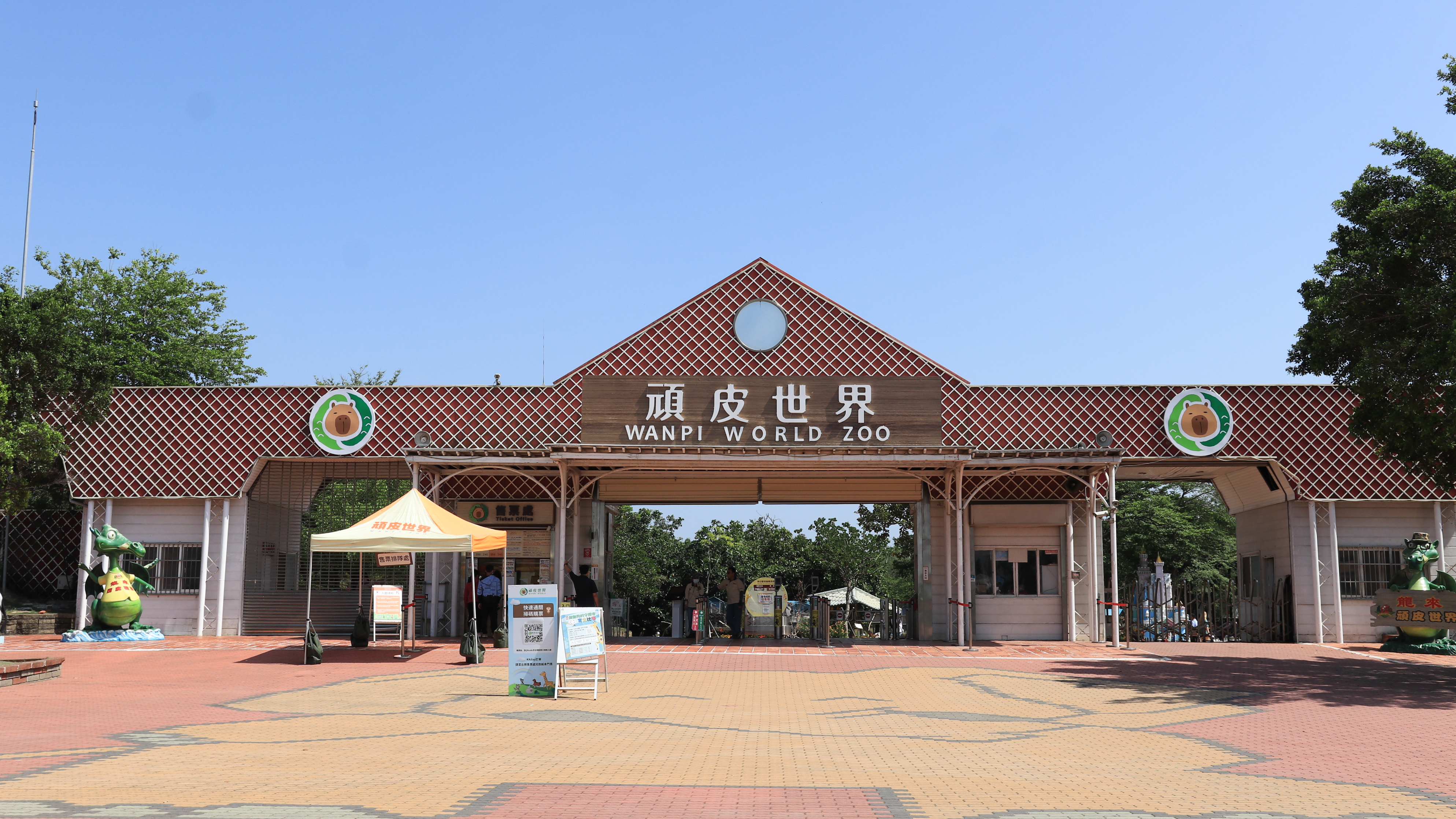
頑皮世界野生動物園の正門

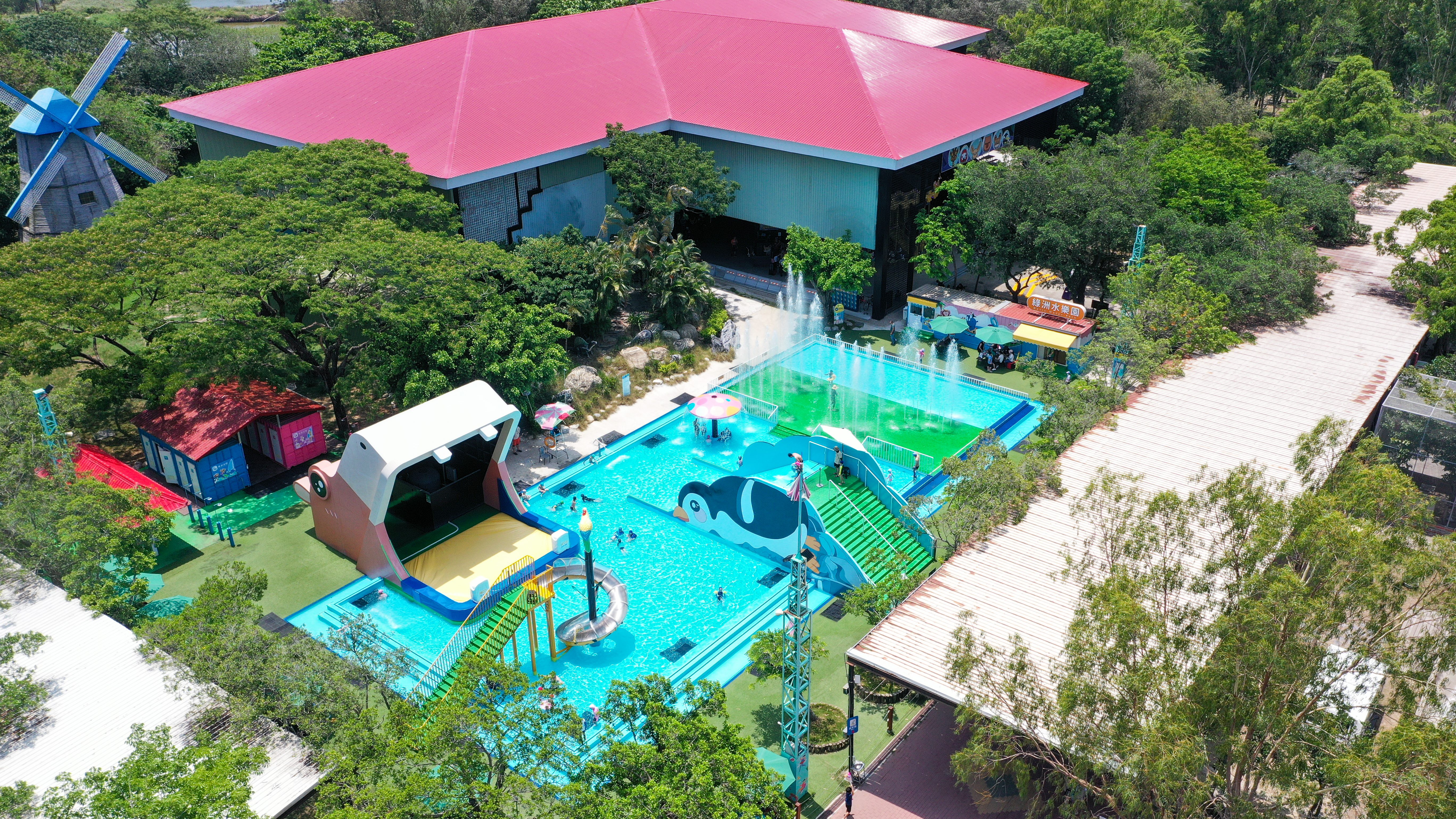
頑皮世界のウォーターパーク

## 特色
頑皮世界野生動物園は、アジア初のサファリパークであり、また初めて観光認証の栄誉を受けた動物園となっている。
園内の面積は20ヘクタールに及び、世界五大陸から集められた300種類以上の 野生動物が飼育され、主に観光、研究、保育、教育などの総合的な機能を兼ね備えた動物園である。
園内には300種類以上の動物が飼育されており、その特徴は園内のほとんどの鳥類が放し飼いされている。
孔雀、マガモ、コクチョウ、エジプトガンなどが自由に歩き回っているのが見られる。

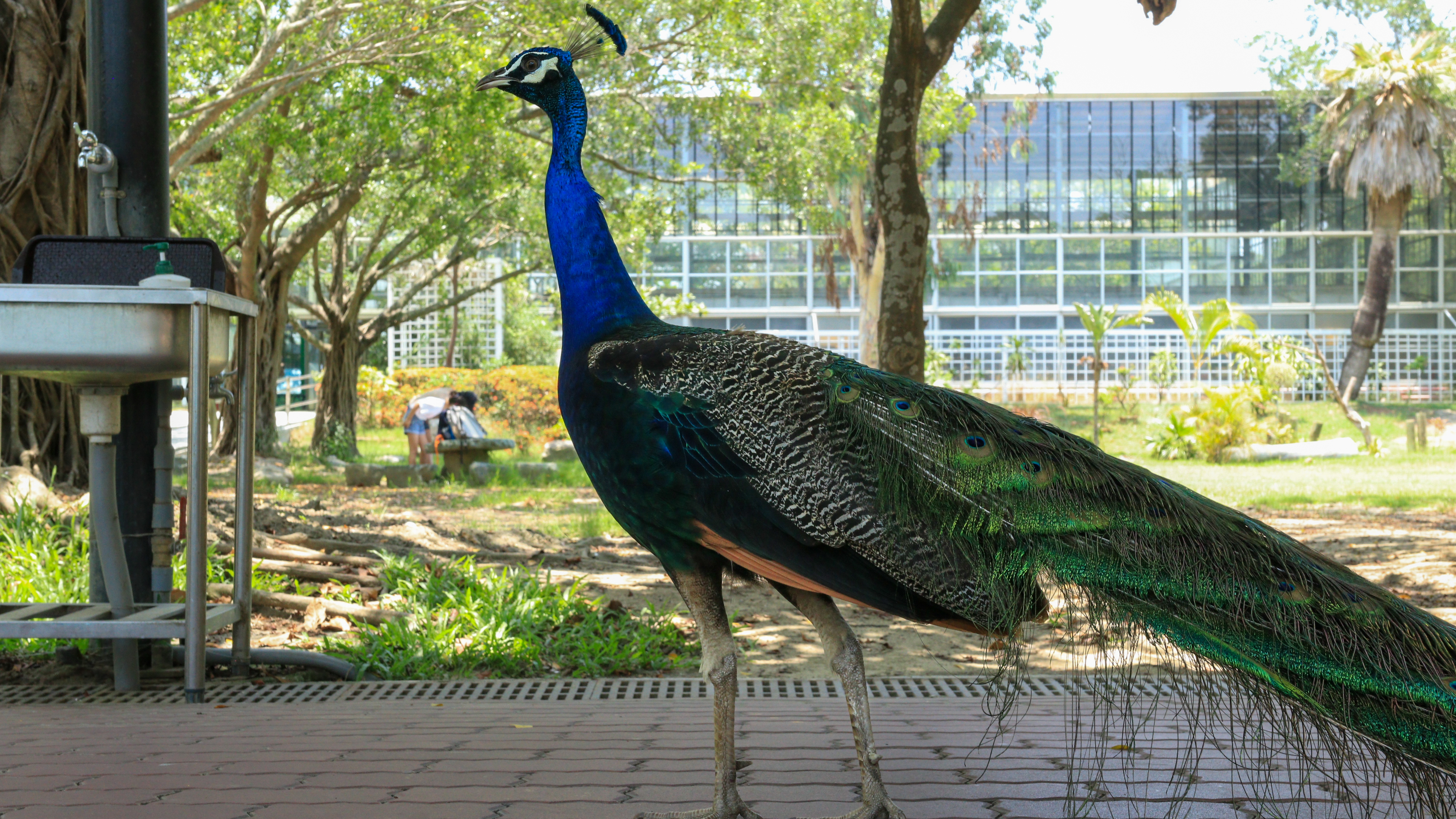
孔雀

また、園内には世界の両生爬虫類博物館もあり、東南アジア最大規模を誇る両生類・爬虫類の博物館である。
世界各国から集められた貴重で珍しい200種類以上の両生類・爬虫類が展示されている。
それ以外にも様々な娯楽施設があり、様々な動物パフォーマンスもよく開催される。

## 交通
頑皮世界は台湾鉄路の新営駅からタクシーで到着できる。

## 台湾観光地リスト
- List of tourist attractions in Taiwan